# باسوس (ميناس جيرايس)
باسوس، ميناس جيرايس هي بلدية في البرازيل، تتبع ميناس جرايس، بلغ عدد سكانها 106٬290  نسمة، في 2010، تبلغ مساحتها 1٬339٫199 كيلومتر مربع.

## الموقع
تشترك في الحدود مع:
- Delfinópolis [الإنجليزية]‏.

## أعلام
- لوكاس ماركيز
- ريكاردو ألكسندر دوس سانتوس
- جوليانو سيزار